# Karl Kuron
Karl Kuron (* 4. Mai 1918 in Duisburg-Meiderich; † 27. Mai 1992) war ein deutscher Gewerkschafter (FDGB) und Politiker (SED). Er war langjähriger Vorsitzender des FDGB-Bezirksvorstandes Erfurt.

## Leben
Kuron, Sohn einer Arbeiterfamilie, besuchte die Volksschule, absolvierte eine Lehre zum Klempner und arbeitete später in diesem Beruf. Er wurde Mitglied der Sozialistischen Arbeiter-Jugend. 1937 wurde er zur Wehrmacht eingezogen. Kuron leistete Kriegsdienst und geriet 1945 in sowjetische Kriegsgefangenschaft. Er besuchte eine Antifaschule. Im Namen von 853 Delegierten von Kriegsgefangenen in der Sowjetunion begrüßte er im Juli 1949 in einem Brief an das Zentralorgan der SED Neues Deutschland den Auftritt des sowjetischen Außenministers Wyschinski auf der Pariser Außenministerkonferenz gegen den Plan der Westmächte, nach dem die „Bonner Verfassung“ Grundlage für die Vereinigung Deutschlands werden sollte und lobte das Beispiel der Ostzone (SBZ).
Bei seiner Rückkehr nach Deutschland 1949 kehrte Kuron nicht in seinen Heimatort Duisburg-Meiderich/Beeck zurück, sondern ging in die SBZ. Er wurde noch im selben Jahr Mitglied des FDGB und 1950 der SED. Von 1950 bis 1953 war Kaderleiter bzw. Kulturdirektor des VEB Optima in Erfurt. Anschließend wirkte er von Mai 1953 bis März 1982 als Vorsitzender des FDGB-Bezirksvorstandes Erfurt (Nachfolger von Otto Lang). Kuron war zudem Abgeordneter des Bezirkstages sowie Mitglied der SED-Bezirksleitung Erfurt und Mitglied des Büros bzw. ab 1967 des Sekretariats der Bezirksleitung. Ab 1955 war er Kandidat, von 1959 bis 1989 Mitglied des FDGB-Bundesvorstandes, von Juni 1972 bis April 1982 auch Mitglied des Präsidiums des Bundesvorstandes. Von Januar 1963 bis April 1981 war er Kandidat des ZK der SED und ab Mai 1982 Vorsitzender des Bezirksausschusses Erfurt der Volkssolidarität.

## Auszeichnungen
- Verdienstmedaille der DDR (1959)
- Vaterländischer Verdienstorden in Bronze (1964), in Silber (1968) und in Gold (1974)
- Ehrentitel Held der Arbeit (1978)